# Tứ đại phát minh
'Tứ' đại phát minh (四大發明) của người Trung Quốc gồm la bàn, thuốc súng, nghề làm giấy và nghề in

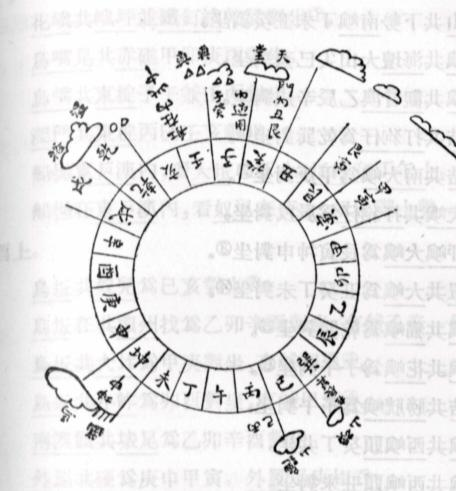
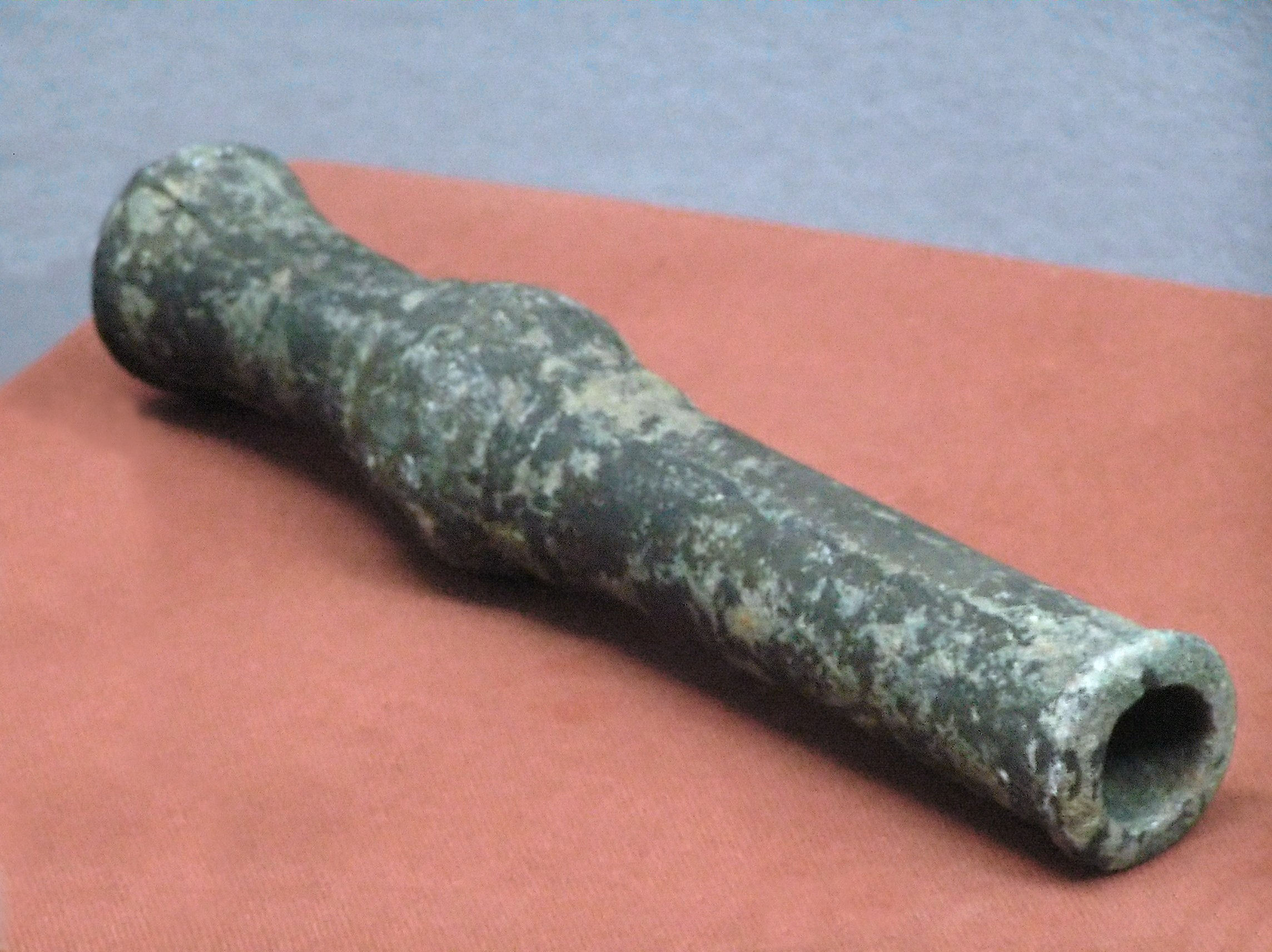
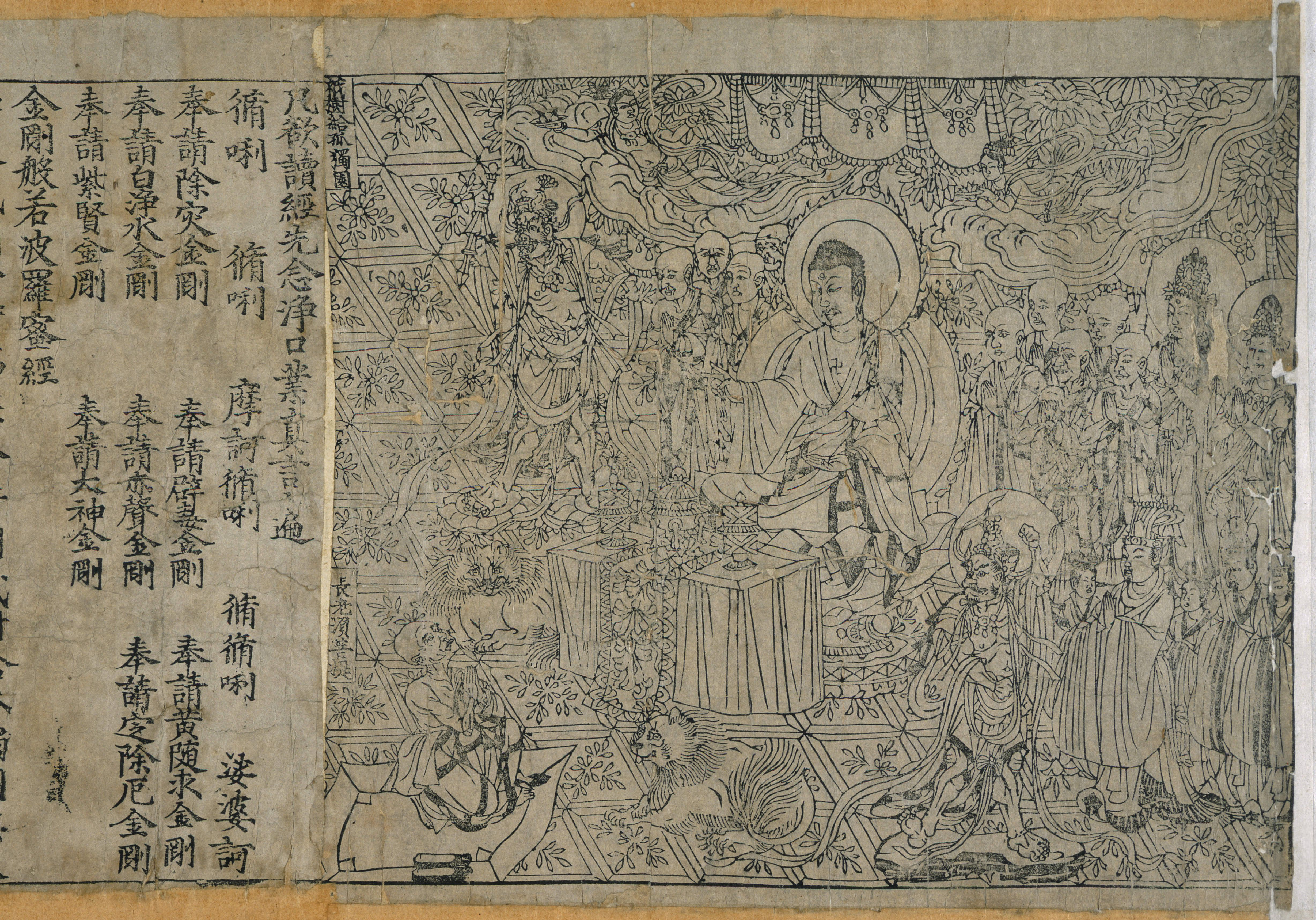

Kim chỉ nam xuất hiện từ thời Chiến Quốc, dùng nam châm thiên nhiên mài giũa mà thành và được đặt trên một địa bàn hình vuông. Bốn xung quanh địa bàn có 24 hướng, tức là 8 căn Giáp, Ất, Bính, Đinh, Canh,Tân, Nhâm, Quý và 12 chi: Tý, Sửu, Dần, Mão, Thìn, Tỵ, Ngọ, Mùi, Thân, Dậu, Tuất, Hợi. Thềm có 4 duy: Càn, Khôn, Tốn, Cấn. Kim chỉ nam được gọi là La bàn từ thời đó. Lúc cân bằng mũi kim sẽ chỉ về phương Nam. Về sau cải tiến bằng cách từ hóa kim loại nhân tạo và không dùng nam châm thiên nhiên nữa. Ghi chép sử dụng kim chỉ nam trong hàng hải Trung Hoa sớm hơn phương Tây tới gần 100 năm. Kim chỉ nam của Trung Quốc bắt đầu truyền bá ra nước ngoài từ thời Tống, qua Ả Rập rồi tới châu Âu.

Người phát minh ra nghề làm giấy là hoạn quan Thái Luân. Ông dùng vỏ cây, sợi gai, vải rách... dùng để chế tạo ra giấy. Thực ra trước Thái Luân đã có nghề làm giấy ở Trung Quốc, có thể là từ thế kỷ thứ II trước Công nguyên, sớm hơn Thái Luân tới 100 năm. Cho nên Thái Luân chỉ được coi là người có công cải tiến kỹ thuật làm giấy ở Trung Quốc. Vào thời Triều Tống, tiền giấy Giao Tử phát hành sớm nhất ở Trung Quốc. Thuốc súng được phát minh ở Trung Quốc từ cách đây trên 1.000 năm. Đầu tiên là từ kali nitrát (potassium nitrate), diêm tiêu và than gỗ. Các nhà luyện đan triều Đường đã phát minh ra thuốc súng. Cuối triều Đường, đầu triều Tống lần đầu tiên thuốc nổ được dùng trong quân sự. Thời Bắc Tống đã có công binh xưởng tương đối lớn. Thuốc súng Trung Quốc về sau được truyền qua Ấn Độ rồi sang Ả Rập, qua Tây Ban Nha rồi đến nhiều nước ở châu Âu.